# مريم البرغوثي
مريم البرغوثي كاتبة ومدوّنة وباحثة وناشطة ومعلّقة وصحافية فلسطينية أمريكية، تنحدر من رام الله. عملت مريم كصحفية ومراسلة متخصصة في القضايا ذات الصلة ببلاد الشام، ونشرت العديد من التقارير الاجتماعية والسياسية من فلسطين.

## مسيرتها
حصلت مريم البرغوثي على البكالوريوس في اللغة الإنجليزية والأدب الإنجليزي من جامعة بيرزيت. في أبريل 2014، اعتقلت مريم ذات الـ20 عاما حينها، خلال مشاركتها في مسيرة سلمية ضد سياسات الاحتلال الإسرائيلي بقرية النبي صالح قرب رام الله، وحولت إلى مركز تحقيق الجلمة. وأطلق سراحها بعد ذلك. حصلت البرغوثي على درجة الماجستير في علم الاجتماع والتغيير العالمي من جامعة إدنبرة.
قامت البرغوثي بمهام المراقبة والتقييم للمساعدات الإنسانية والتنموية في دول مثل فلسطين والأردن ولبنان لمختلف المنظمات الحكومية وغير الحكومية.
تظهر تعليقاتها السياسية وأعمالها البحثية بشكل خاص في الجزيرة الإنجليزية، والجارديان، وبي بي سي، وهافينغتون بوست، ونيويورك تايمز، وميدل إيست مونيتور، ونيوزويك، وموندوايس، وإنترناشونال بيزنس تايمز، و تيآر تي العالمية.
تعد البرغوثي أيضا ناشطة بارزة في الدفاع عن حقوق الشعب الفلسطيني من خلال الرواية والقصص، وأدى نشاطها إلى زيادة الوعي العالمي بالواقع والتجارب القاسية التي يواجهها الفلسطينيون الخاضعون للسيطرة الإسرائيلية. خلال الاشتباكات الإسرائيلية الفلسطينية عام 2021، غالبًا ما عبرت عن مخاوفها بشأن موقف إسرائيل القمعي تجاه فلسطين من خلال نشاطها المدني. وترى مريم البرغوثي، أنه كانت هناك نقطة تحول مع اندلاع أعمال العنف في بعض المدن التي تم تقديمها لسنوات كنموذج للتعايش: «رأينا أن العنف ليس مقتصرا على الضفة الغربية وقطاع غزة» موضحة أنه «موجود أيضا في تل أبيب واللد ويافا مع الذين يصرخون «الموت للعرب» ويهاجمون الفلسطينيين بالسلاح».
في مايو 2021، فرض تويتر قيودًا على حساب تويتر الرسمي لمريم، والتي كانت تغطي الاحتجاجات في الضفة الغربية خلال الاشتباكات الإسرائيل الفلسطينية عام 2021، وأثناء التقييد المؤقت، جرى استبدال كل تغريدة من الصحفية بالرسالة التالية «حساب مريم البرغوثي غير متاح مؤقتا لأنه ينتهك سياسة وسائط تويتر». وقالت البرغوثي إن تويتر طلب منها حذف بعض تغريداتها. قالت الشركة لاحقًا إن تقييد الحساب كان بسبب خطأ. واعتبرت البرغوثي أن المسألة ليست في تعليق حسابها «بل في فرض رقابة عامة على الحسابات الفلسطينية، وبشكل خاص في الأسابيع القليلة الماضية أثناء محاولة توثيق الاعتداءات الإسرائيلية على الأرض».

## آراؤها
في مقابلة لها مع برنامج ديموكراسي ناو في يوليو 2021، تحدثت مريم البرغوثي عن ما وصفته بـ«التصرفات القمعية التي تقوم بها السلطة الفلسطينية ضد شعبها»، وقالت إن السلطة تتصرف مثل دولة بوليسية، ولكن دون دولة، وإن معظم التمويل الذي تقدمه الدول المانحة يذهب إلى تعزيز الأجهزة الأمنية، كما ترى أن السلطة «استغلت جائحة «كورونا» لفرض قوانين جديدة لقمع الفلسطينيين».

## أنظر أيضاً
- رولا حسنين

## وصلات خارجية
- مقالاتها في نون بوست